# Longicaputermes sinaicus
Longicaputermes sinaicus (лат.) — вид термитов, единственный в составе монотипического рода Longicaputermes из семейства Kalotermitidae.

## Распространение
Африка: Египет. Азия: Израиль.

## Описание
Мелкие термиты. Каста солдат диморфична: есть короткоголовые (длина головы менее 2,6 мм) и длинноголовые солдаты (длина головы более 2,6 мм). У крылатых половых особей (самки и самцы) крылья полупрозрачные, со светло-коричневым отблеском в базальной части. Медиальная жилка крыла склеротизирована, но менее чем костальная или радиальная; кубитус не склеротизирован; аролии очень мелкие.
Диплоидный набор хромосом 2n=44.
Колонии термитов ассоциированы, главным образом, с мёртвыми корнями и ветвями растений таких видов, как кустарники Artemisia monosperma Delile, Haloxylon persicum Bunge и Retama raetam (Forssk.), которые связаны с их живыми частями. Колонии были также найдены в мёртвых частях Tamarix aphylla (L.) и Tamarix spp., культивируемых в садах.
Вид был впервые описан только по касте солдат в 1932 году энтомологом Н. Кемнером (Kemner N. A.) как Kalotermes sinaicus Kemner, 1932. Когда в 2014 году итальянскими энтомологами С. Гезини и М. Марини (S. Ghesini, M. Marini) (Dipartimento di Scienze Biologiche, Geologiche e Ambientali, University of Bologna, Болонья, Италия) и израильским биологом Д. Саймоном (D. Simon; Department of Zoology, George S. Wise Faculty of Life Sciences, Tel Aviv University, Тель-Авив, Израиль) были проведены дополнительные морфологические и молекулярно-генетические исследования самцов и самок, оказалось, что этот вид сильно отличается от других представителей рода Kalotermes и поэтому он был выделен в отдельный род Longicaputermes Ghesini, Marini, Simon, 2014. Он по жилкованию самок и самцов близок к группе родов, включающей Paraneotermes, Comatermes, и Ceratokalotermes.